# On the Deaths of Thomas Carlyle and George Eliot
On the Deaths of Thomas Carlyle and George Eliot – sonet angielskiego poety Algernona Charlesa Swinburne’a, opublikowany w tomie Tristram of Lyonesse and Other Poems, wydanym w Londynie w 1882 nakładem oficyny Chatto & Windus. Utwór jest poświęcony pamięci brytyjskiego myśliciela Thomasa Carlyle’a, autora między innymi traktatu Bohaterowie, cześć dla bohaterów i pierwiastek bohaterstwa w historii i pisarki Mary Ann Evans, publikującej swoje utwory pod pseudonimem George Eliot, autorki powieści Adam Bede (1859), The Mill on the Floss (Młyn nad Flossą 1860), Silas Marner (1861), Middlemarch (Miasteczko Middlemarch 1871–72) i Daniel Deronda (1876). Sonet jest napisany pentametrem jambicznym, formatem typowym dla angielskiej sonetystyki, i rymuje się abba abba ccd eed.

Two souls diverse out of our human sight
Pass, followed one with love and each with wonder:
The stormy sophist with his mouth of thunder,
Clothed with loud words and mantled in the might
Of darkness and magnificence of night;
And one whose eye could smite the night in sunder,
Searching if light or no light were thereunder.
And found in love of loving-kindness light -
Duty divine and Thought with eyes of fire
Still following Righteousness with deep desire
Shone sole and stem before her and above,
Sure stars and sole to steer by ; but more sweet
Shone lower the loveliest lamp for earthly feet,
The light of little children, and their love.